# Teatro Verdi (Pise)

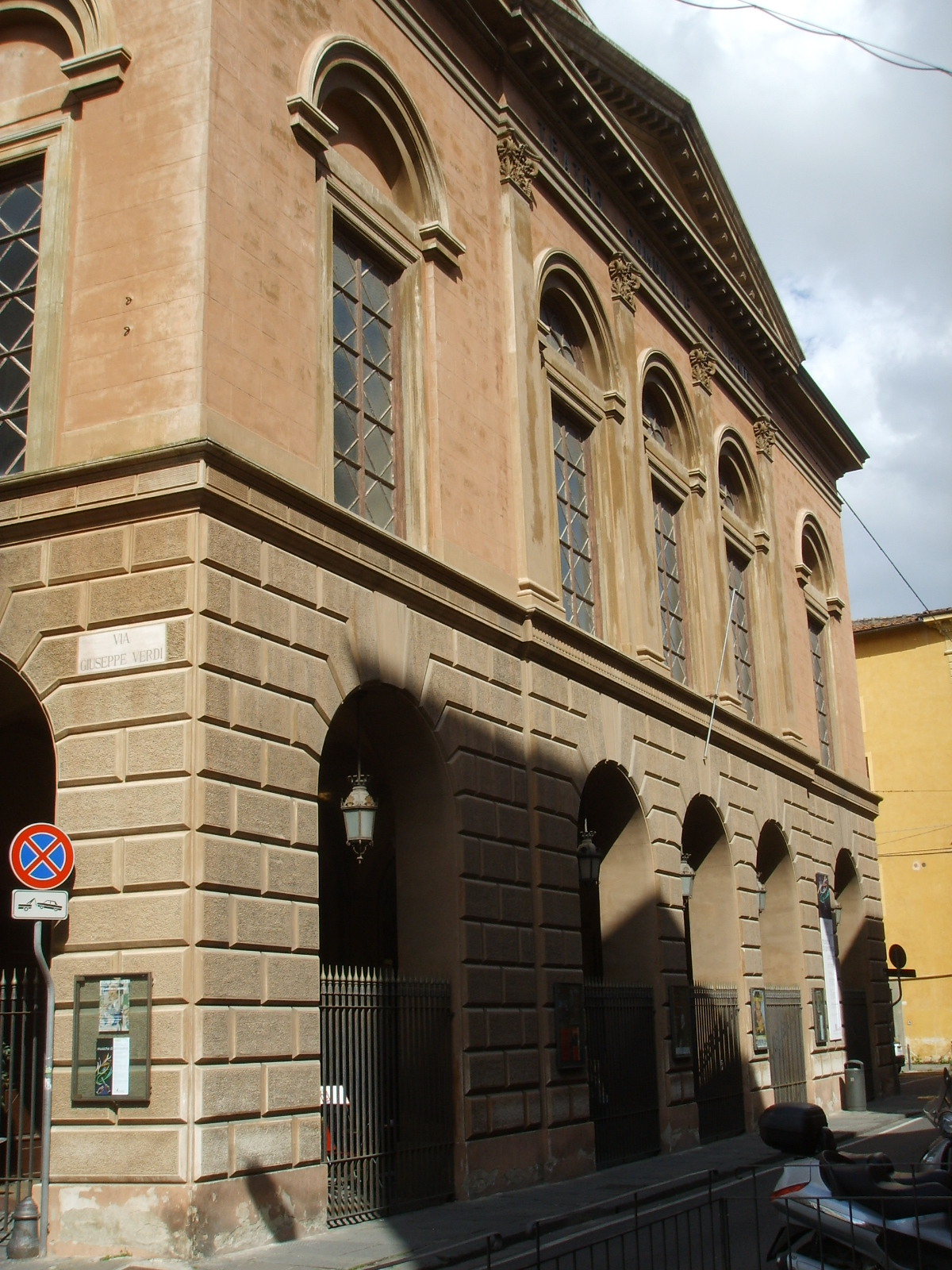
La façade de côté

Le Teatro Verdi (nom complet Teatro Comunale Giuseppe Verdi) est le principal théâtre de Pise. Il est considéré comme un des plus élégants théâtres de tradition italienne et un des plus réussis comme exemple d'architecture théâtrale du XIXe siècle. Projeté en 1865, il a été inauguré le 12 novembre 1867.
Il s'est appelé Regio Teatro Nuovo (théâtre neuf royal) quand il fut inauguré avec le Guglielmo Tell de Gioacchino Rossini.